# Vincas Karoblis
Vincas Karoblis (ur. 20 września 1866 w Natiškiai w rejonie birżańskim, zm. 24 kwietnia 1939 w gminie wiejskiej Subocz) – litewski prawnik i polityk, minister sprawiedliwości, a także poseł do Sejmu Litwy.

## Życiorys
Ukończył gimnazjum w Szawlach. W 1894 roku został absolwentem  Wydziału Prawa na Uniwersytecie Kijowskim. W latach 1894–1898 pracował jako asystent sekretarza Sądu Okręgowego w Rydze, od 1898 roku jako sekretarz tego sądu, a od 1908 roku jako główny notariusz sądu w Witebsku. Podczas I wojny światowej zorganizował w tym mieście towarzystwo wspierające litewskie ofiary wojny, działał także do 1917 roku w lokalnym oddziale Komitetu Wielkiej Księżnej Tatiany.
W lipcu 1918 roku powrócił na Litwę. W grudniu tego roku został członkiem kolegium Sądu Okręgowego w Wilnie, a od lipca 1919 roku członkiem kolegium Sądu Okręgowego w Kownie. W 1920 roku był przewodniczącym Zgromadzenia Ustawodawczego Sejmu Ustawodawczego Litwy. W latach 1920–1923 oraz 1925–1926 był ministrem sprawiedliwości: w rządzie Kazysa Griniusa, rządach Ernestasa Galvanauskasa oraz rządzie Leonasa Bistrasa. W latach 1922–1924 oraz 1926–1927 był posłem na Sejm Litwy. W latach 1924–1926 pracował w Państwowym Urzędzie Kontroli. Od 1927 roku mieszkał na własnym gospodarstwie w gminie wiejskiej Subocz. Został pochowany w Suboczy.